# Supercoppa italiana 2015 (beach soccer)
La Supercoppa italiana 2015 si è disputata il 6 agosto 2015 a Lignano Sabbiadoro. È stata la dodicesima edizione di questo trofeo ed è stata vinta dalla Sambenedettese per la seconda volta.

## Tabellino
| Arbitro: | Balconi, Marton (ITA) |

|                                                                  |           |                                                                     |
| Palma 10st rig’, Jordan 11st’, Andre 1tt’, 7tt’, Bruno Novo 2et’ | Marcatori | 11pt’ Frainetti, 5st’ Palmacci, 3tt’ Carotenuto, 9tt rig’ Stankovic |